# Henning Fritz
Henning Fritz (Magdeburgo, 21 settembre 1974) è un ex pallamanista tedesco.

## Carriera
Iniziò la sua carriera nella squadra della sua città natale, il club SC Magdeburg Gladiators. Si trasferì poi a Kiel nel 2001. A Magdeburgo, nel 2001, aveva vinto il campionato tedesco. Nel 2002 fu vicecampione europeo a livello di nazionale, battuto dalla squadra svedese che annoverava alcuni suoi compagni di squadra a Kiel. Sempre a livello di nazionale, l'anno dopo fu secondo ai mondiali e nel 2004 vinse il titolo europeo.
A Kiel ha vinto tre scudetti ed una EHF Champions League, nel 2007, la prima della storia del THW Kiel.
Sempre nel 2007 ha vinto il mondiale per nazionali disputatosi in Germania. Ha lasciato il THW Kiel nell'autunno 2007 per giocare nel Rhein-Neckar Löwen, fino al suo ritiro, avvenuto nel 2012.
Ritorna nuovamente in campo in Handball-Bundesliga nel 2021 con il SG Flensburg-Handewitt, preso a gettone in seguito all'emergenza portiere che aveva colpito la squadra tedesca.
Il giorno di Natale del 2023, alla soglia dei 50 anni d'età, viene annunciato il suo secondo ritorno in campo con l'SSV Bozen Loacker. Nella partita giocata contro il Conversano para 16 tiri.

## Palmarès

### Club

#### Competizioni nazionali
- Supercoppa di Germania: 2

Magdeburgo: 1996
Kiel: 2005
- Coppa di Germania: 2

Magdeburgo: 1995-96
Kiel: 2006-07
- Campionato tedesco: 5

Magdeburgo: 2000-01
Kiel: 2001-02, 2004-05, 2005-06, 2006-07

#### Competizioni internazionali
- EHF Cup: 4

Magdeburgo: 1998-99, 2000-01
Kiel: 2001-02, 2003-04
- Coppa dei Campioni / Champions League: 1

Kiel: 2006-07

### Nazionale
- Olimpiadi

 Atene 2004
- Mondiali

 Germania 2007
- Europei

 Slovenia 2004